# Ajvar

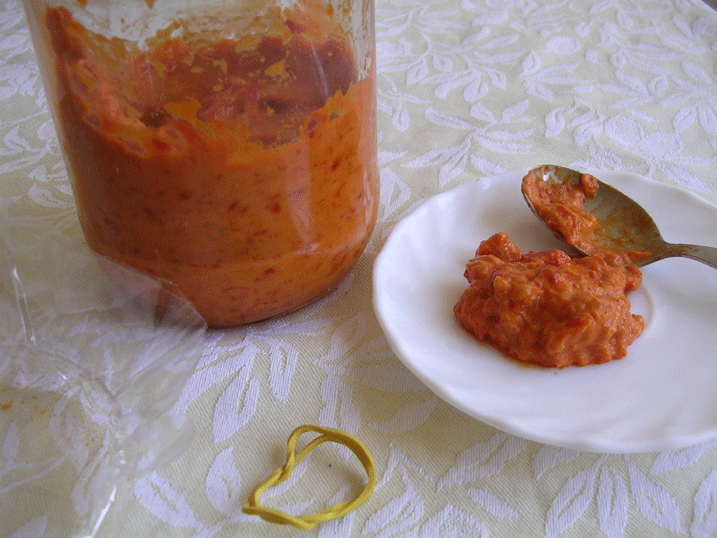
Hemgjord ajvar.

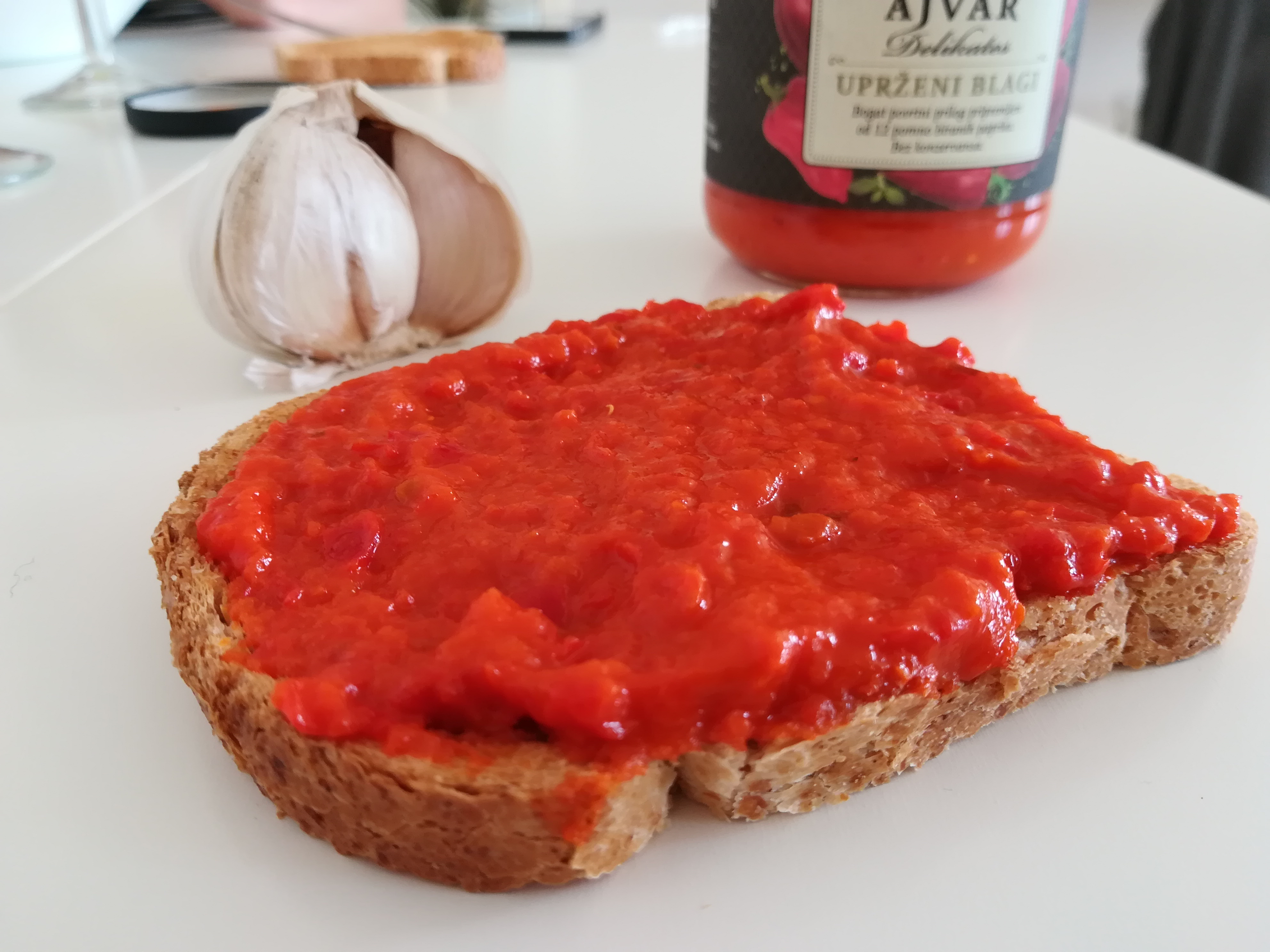
Ajvartoast med färdig ajvar från butik.

Ajvar är en kryddig sås eller röra baserad på paprika. Utöver det brukar den innehålla matolja och salt, ibland även rostad aubergine, vitlök, chilipeppar och diverse andra kryddor.

## Etymologi och ursprung
Namnet ajvar kommer från det turkiska ordet havyar, vilket betyder "saltad rom, kaviar" och delar sitt ursprung med "kaviar", som kommer från det persiska ordet "xaviyar".
Ajvar har sitt ursprung i Balkanländerna och är en viktig beståndsdel i det balkanska köket. Det första dokumenterade receptet på ajvar återfinns i boken Stora serbiska kokboken från 1800-talet. Hettan i ajvar varierar beroende på ingredienserna, framför allt beroende på hur mycket chilipeppar den innehåller. Den används i dessa länder ofta som ett pålägg på vitt bröd, som smaksättare i grytor eller som tillbehör. 
Ajvar från den serbiska staden Leskovac och nordmakedonsk ajvar är ursprungsskyddade.

## Tillagning och servering
Först rostas paprikan, sedan skalas den och strimlas, därefter fräses/kokas den sakta i en gryta där man tillsätter matolja och salt.
I Sverige har den vunnit viss popularitet som ersättning för ketchup på exempelvis hamburgare eller varmkorv. Ajvar kan även användas som smörgåspålägg.